# Criciúma
Criciúma város Brazíliában, Santa Catarina államban. Lakosainak száma 211 369 fő (2017). Criciúma Nova Veneza, Santa Catarina, Forquilhinha, Maracajá, Araranguá, Içara, Morro da Fumaça, Cocal do Sul és Siderópolis községekkel határos.

## Népesség
A település népességének változása:
| Lakosok száma | 170 420 | 192 308 | 211 369 | 217 311 | 214 493 |
|               | 2000    | 2010    | 2017    | 2020    | 2022    |